# ホムトフ/イルコフ・トロリーバス
この項目では、チェコの都市であるホムトフとイルコフの両都市に路線網を有するトロリーバス（チェコ語: Trolejbusová doprava v Chomutově a v Jirkově）について解説する。1995年から営業運転を開始しており、2021年現在はホムトフ・イルコフ都市輸送会社（Dopravní podnik měst Chomutova a Jirkova、DPCHJ）によって運行されている。

## 概要
チェコの都市であるホムトフには1920年代以降路線バスが運行していたが、チェコスロバキア時代の1970年代に住宅団地が整備された事により、近隣都市のイルコフとの連絡路線を含めた、従来の路線バスよりも輸送力が高い交通機関が求められるようになった。当初は路面電車を建設する計画であったが、予算面を始めとした様々な事情によりトロリーバスへと変更され、ビロード離婚を経たチェコ共和国成立後の1995年7月1日から2000年にかけて路線網が順次開通した。
その後、2010年代には利用客の減少や運営コストの上昇などが要因となって廃止が検討される事態となったものの、2016年に車両の刷新を含めた近代化により今後も存続する事が決定した。2021年現在もホムトフ、イルコフ両都市で以下の系統が30 - 60分間隔で運行している。
| 系統番号 | 経路                                                         | 走行時間 | 備考                                     |
| -------- | ------------------------------------------------------------ | -------- | ---------------------------------------- |
| 340      | Jirkov, aut.nádr. – Palackého – Poliklinika                  | 32分     |                                          |
| 341      | Jirkov, Horník - Vodní - Palackého – Jirkov, aut.nádr.       | 57分     | 環状系統                                 |
| 350      | Písečná – Zahradní TIP – Palackého – Poliklinika , aut.nádr. | 24分     | 平日の早朝(ラッシュ時)および午後のみ運行 |
| 351      | Písečná – Zahradní TIP – Vodní – Chomutov, aut.nádr.         | 19分     | 平日の早朝(ラッシュ時)および午後のみ運行 |
| 352      | Písečná – Zahradní I – Palackého – Poliklinika               | 24分     |                                          |
| 353      | Písečná – Zahradní I – Vodní – Chomutov, aut.nádr.           | 24分     |                                          |

車両については2018年に全車の置き換えが実施されており、2021年現在はノンステップバスのシュコダ26Tr ソラリスが5両、ノンステップ連節バスのシュコダ27Tr ソラリスが10両在籍する。一方で、開業時に導入された連節バスのシュコダ15Trについては1両が保存されている他、その後に導入された車両（ノンステップバス）については海外を含めた他国のトロリーバス路線への譲渡が行われている。

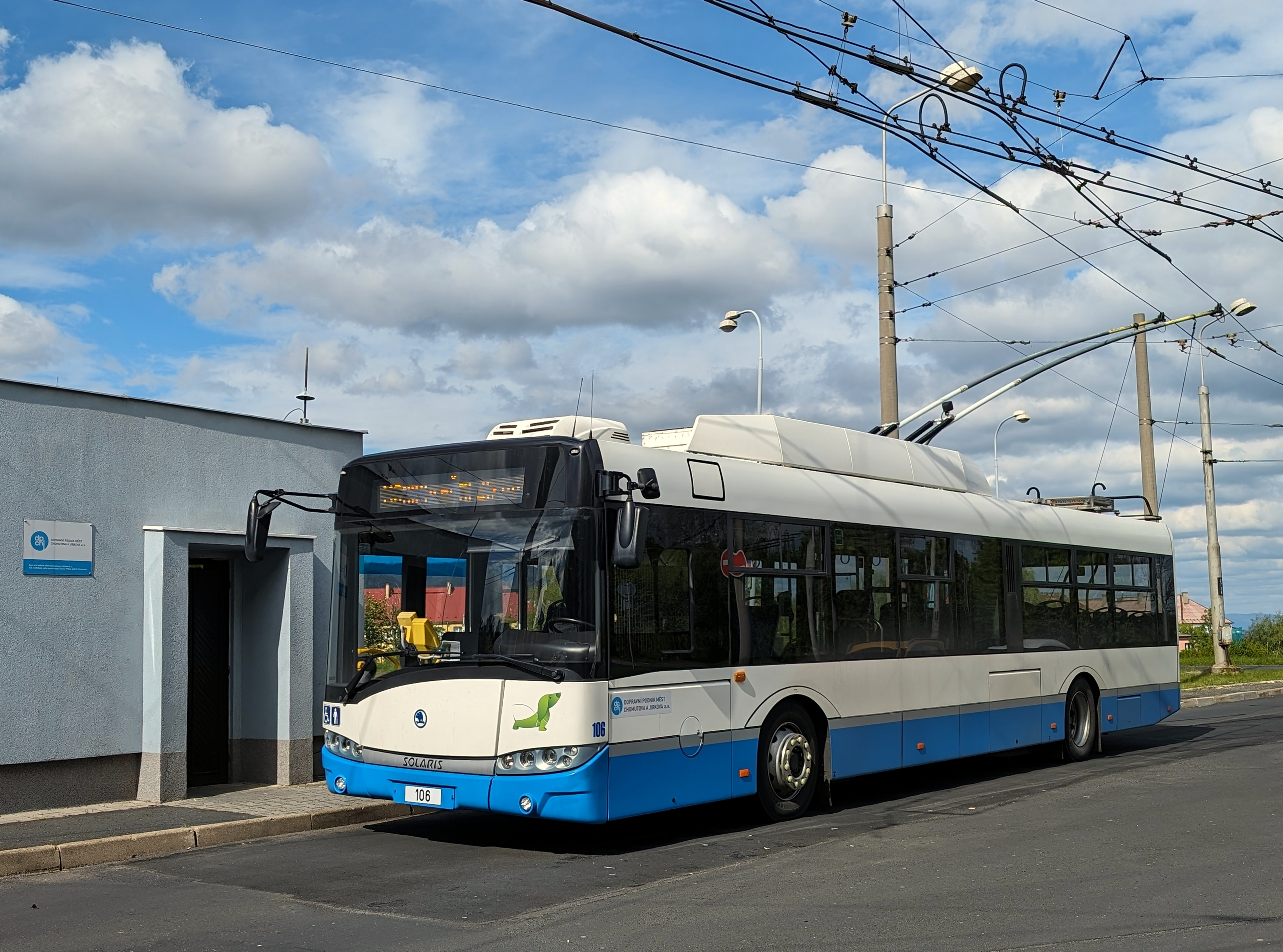
シュコダ26Tr ソラリス（2024年撮影）
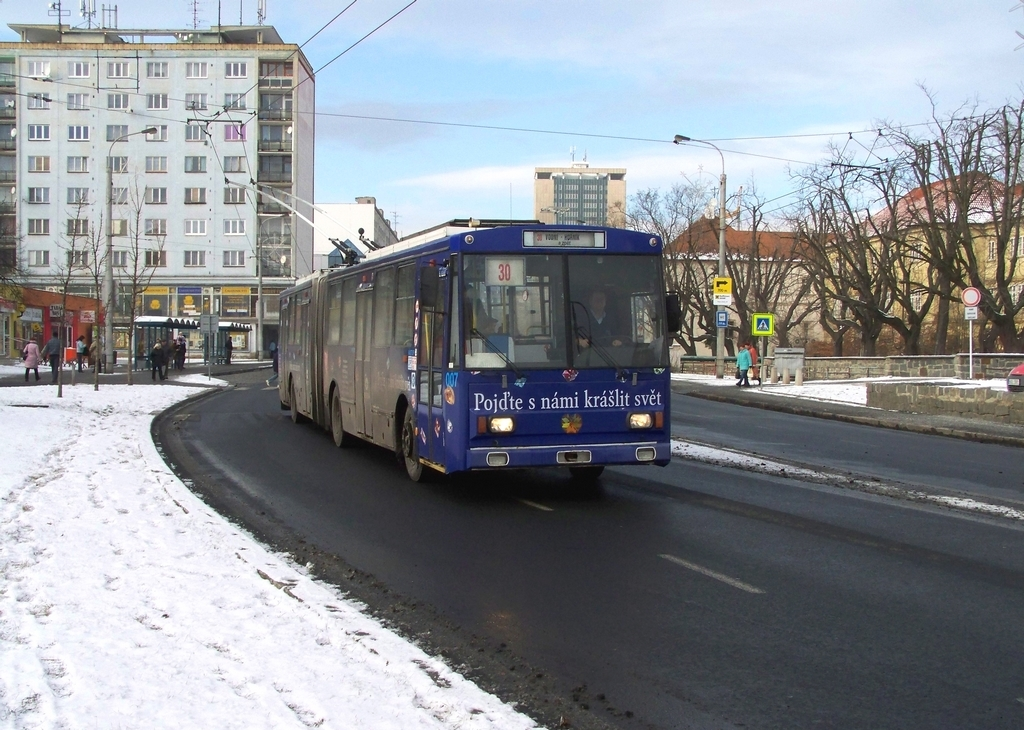
シュコダ15Tr（2007年撮影）
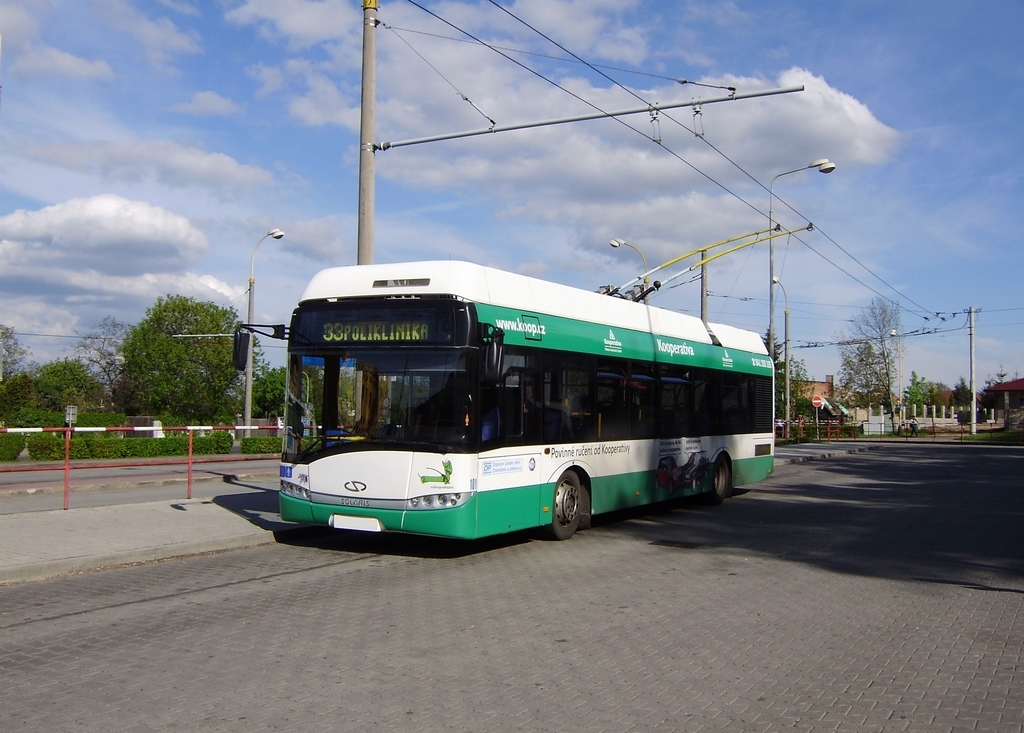
ソラリス・トロリーノ12（2010年撮影）
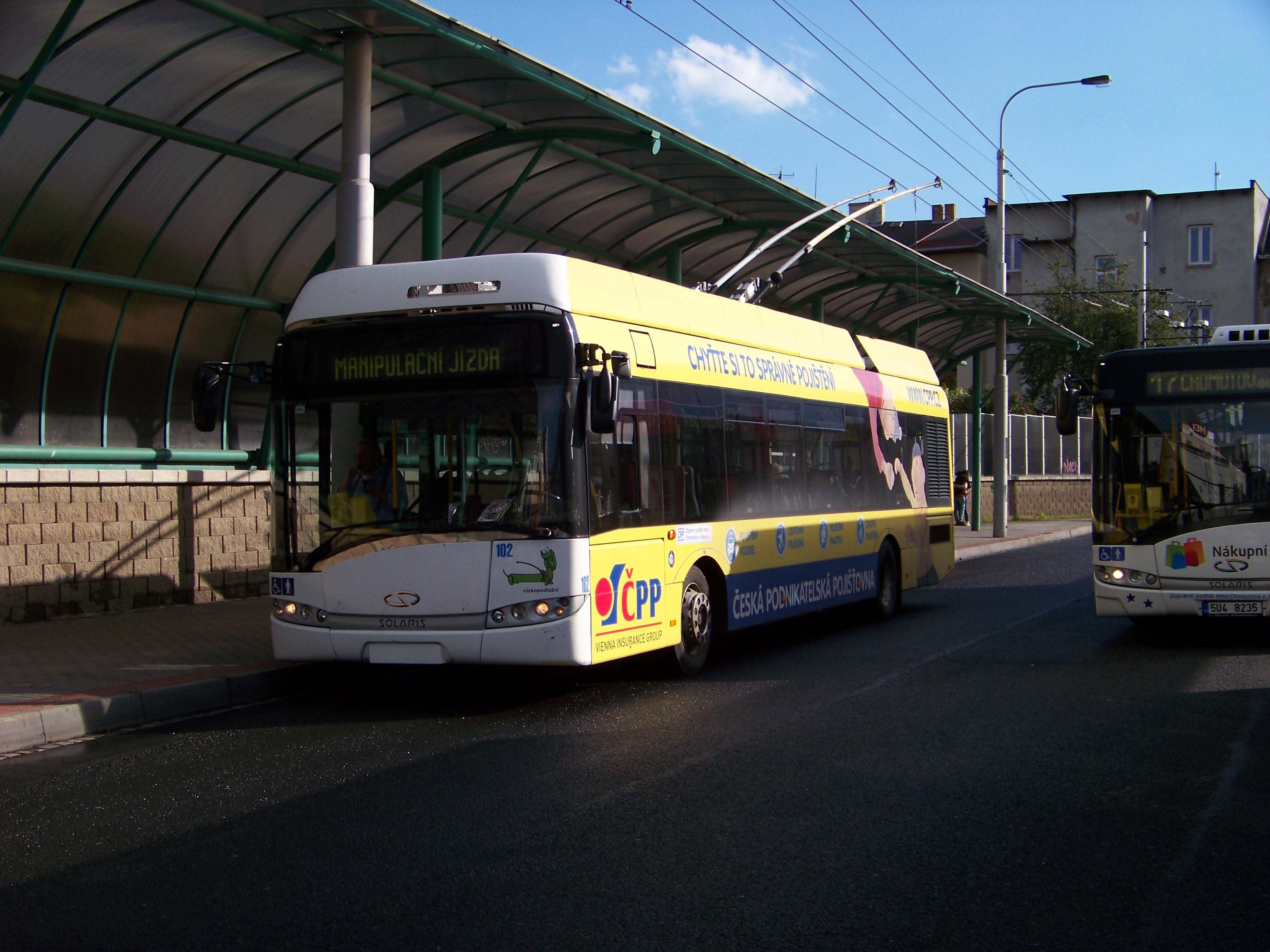
ソラリス・トロリーノ12（2014年撮影）
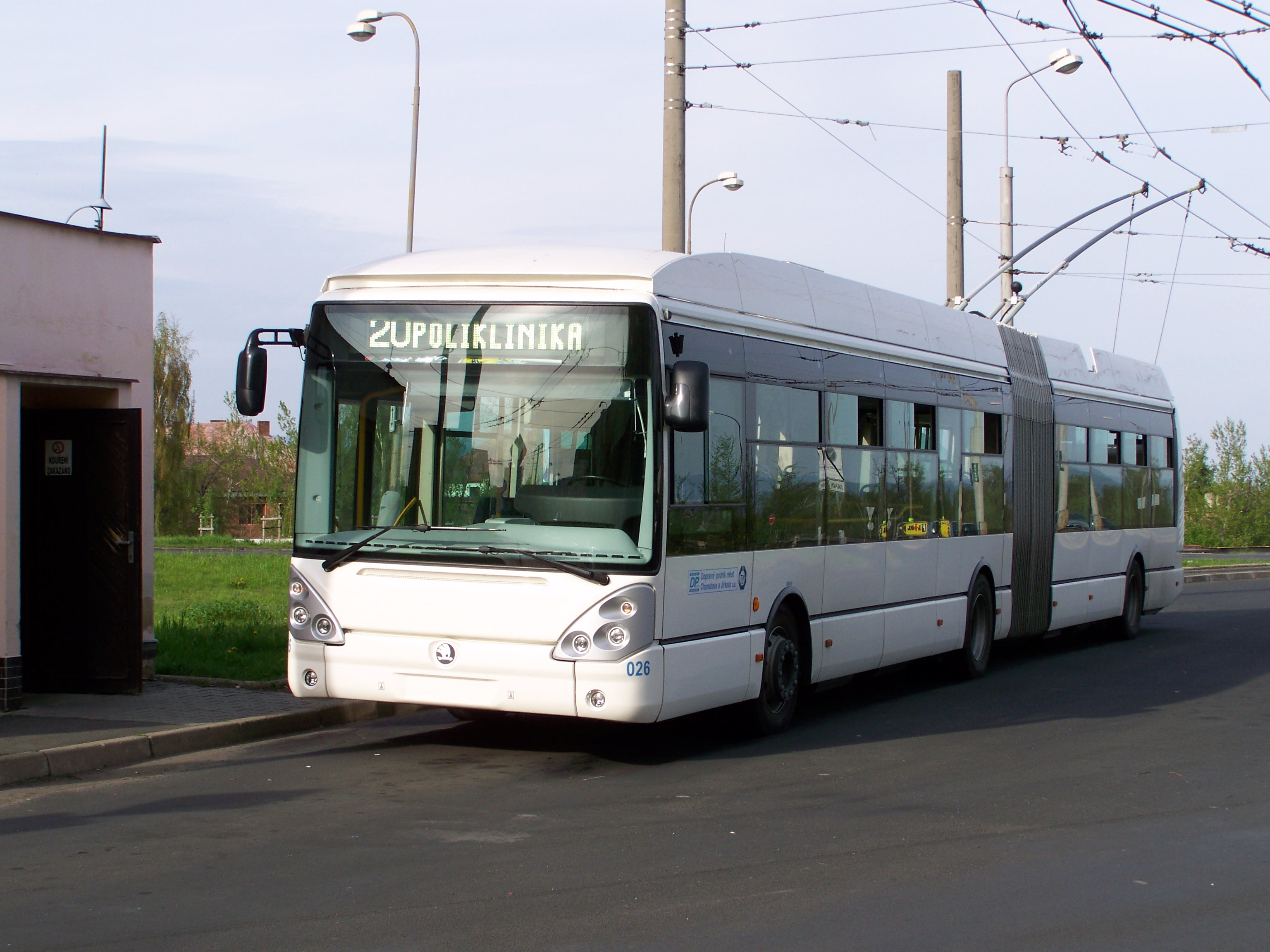
シュコダ25T イリスバス（2010年撮影）